# ФД Развитие
|  | 1919 – 1920 | → |

Футболно дружество „Развитие“ е първият български аматьорски футболен клуб, основан в гр. Добрич (тогава в Кралство Румъния) в края на март 1919 г., който след различни преобразувания и сливания с други отбори се реформира в днешния ПФК Добруджа.

## История на дружеството
Футболът в Добрич възниква в условията на румънската окупация на Добруджа непосредствено след Първата световна война, въпреки че футболисти от града вече са се състезавали за клубове в България и други страни. През ноември 1918 г. френският генерал Анри Бертело, който командва войските на Антантата в региона, нарежда на 228-а английска бригада да квартирува в Добрич. В рутинните тренировки на английските и шотландски военни задължително влизал и футболът. Местните младежи забелязали играта и научили нейните правила от чужденците. Въпреки пречките, които румънската власт създавала в тези първи години на повторната окупация над града за всякакви колтурно-просветни и спортни мероприятия и дейности на българското население, след известни трудности група ученици успяла да създая спортна организация през март 1919. Въпреки че плановете били за развитието на разнообразна спортна дейност единствено футболът бил разрешен от румънските власти.
Първата си топка ФД „Развитие“ получава от окупационните английски войски. Първото игрище на дружеството се обособява в околностите на града и по-късно е преместено в днешната Индустриална зона „Север“ на гр. Добрич. Отборът няма официални екипи, цветове или символи.
Дружеството поддържа тайно връзка с българския ФК Тича от град Варна и чрез него внася нелегално в Румъния български спортни периодични издания и първия в града футболен правилник, съставен от легендарния български футболист на Черно море (Варна) Стефан Тончев.
Заради стрикните ограничения наложени от румънската власт, която подлага на репресии спортните проявления на българското население в града, ФД „Развитие“ не успява да играе официални срещи, а само сборни игри между членовете му и други нерегистрирани аматьорски сборни отбори от града. Под натиска на институциите дружеството е закрито още в края на 1919 г., но след като известно време съществува в нелегалност, е преформировано и регистрирано отново под името „Стрела“.
През 2009 г. в гр. Добрич се честват 90 години от основаването на организираното футболно движение в града.